# Kvarteret Fyrkantsfilen

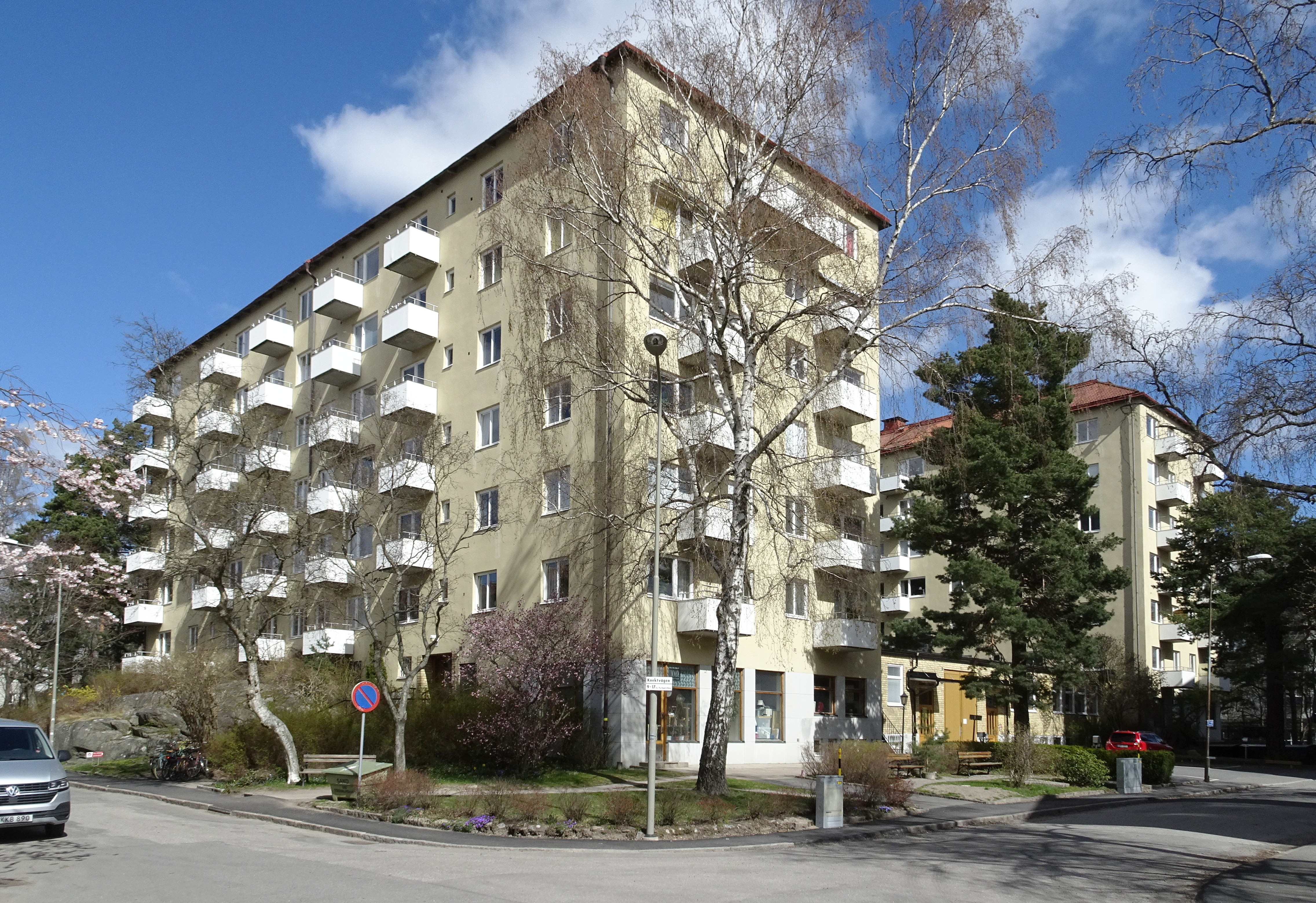
Kvarteret Fyrkantsfilen, vy från Knektvägen i april 2020.

Kvarteret Fyrkantsfilen är ett bostadskvarter vid Knektvägen 9–15 i stadsdelen Gubbängen i södra Stockholm. Fastigheten uppfördes i slutet av 1940-talet efter ritningar av arkitekt Nils Hjelm och är grönklassad av Stadsmuseet i Stockholm vilket innebär att bebyggelsen anses vara ”särskilt värdefull från historisk, kulturhistorisk, miljömässig eller konstnärlig synpunkt”.

## Bakgrund
Kvarteret Fyrkantsfilen hör tillsammans med kvarteren Spännknekten, Falshyveln, Simshyveln, Skruvtvinget och Sicklingen till ett bostadsområde som byggdes i slutet av 1940-talet av Riksbyggens bostadsrättsförening Stockholmshus nr 11 efter ritningar av arkitekt Nils Hjelm i stilbildande folkhemsarkitektur. Riksbyggens konstruktionsbyrå stod för konstruktionerna och byggmästare var Fackföreningarnas Byggnadsproduktion. Hela området består av 19 byggnader som nås via Bordsvägen, Kistvägen, Sicklingsvägen och Majrovägen. Kvarters- och vägnamn inspirerades av begrepp från möbelsnickeriet, utom Majrovägen som har sitt namn efter torpet Majro eller Mariero vilket hörde till Herrängens gård och låg ungefär i kvarteret Spännknekten (se även Majroskogen).

## Byggnadsbeskrivning

### Husen

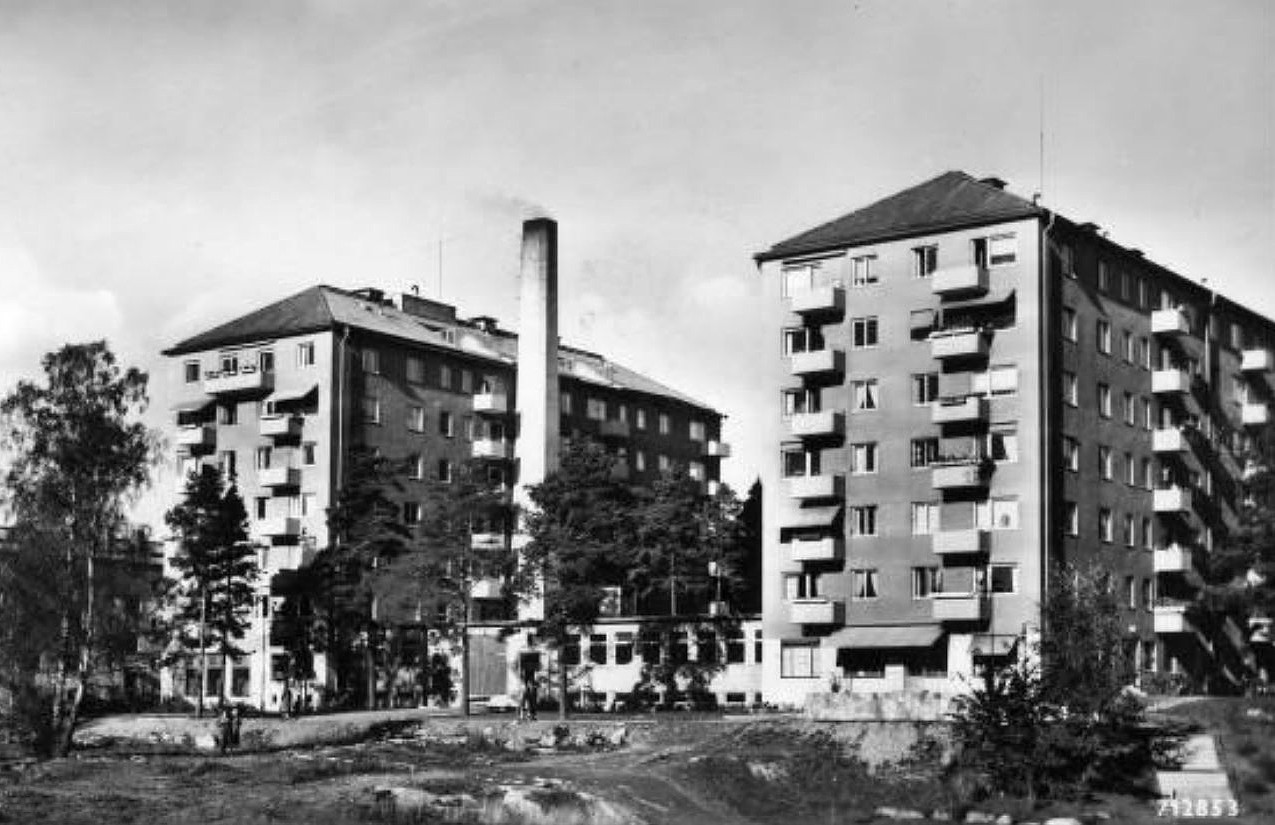
Kvarteret Fyrkantsfilen på 1950-talet.

Bostadsområdet  ”Stockholmshus nr 11” började uppföras 1945 och följde i sin struktur stadsplanen som godkändes av stadsfullmäktige den 19 juni 1944. Stadsplanen präglades av idéerna som formulerats i skriften Det framtida Stockholm vilken tillkom ungefär samtidigt och publicerades 1945. 
Kvarteret Fyrkantsfilen blev områdets dominerande komplex, beläget närmast Gubbängens tunnelbanestation. Fastigheten består av två höga, parallellställda byggnadskroppar som även kallas ”högdelarna”. De båda höghusen uppfördes av betong i sju våningar med källare. Fasaderna putsades och taken utfördes som flacka, valmade och tegeltäckta sadeltak.
Mellan de två större volymerna och mot Knektvägen placerades områdets panncentral i en låg envåningsbyggnad. Här gav den höga skorstenen en extra accent, den revs i slutet av 1980-talet när området kopplades till fjärrvärme. Fasaden mot Knektvägen och bakgården utfördes i gult tegel.

### Planlösningar
De både husen fick snarlika planlösningar, den ena spegelvänd. I källarvåningen anordnades bland annat lägenhetsförråd och tvättstugor samt skyddsrum och cykelförråd. I bottenvåningen mot Knektvägen fanns i västra huset Konditori Lundmark och i det östra matvaruaffären Billings. Båda lades ner för länge sedan men konditoriets med växtmotiv etsade skyltfönsterglas fanns år 2020 fortfarande bevarat. Ägaren, konditorn Arthur Lundmark bodde högst upp i huset, i en specialritad lägenhet. Där slogs de båda gavellägenheter ihop till en större bostad om 108 m², den enda 5:an i föreningen och med en något längre balkong än de övriga. Lundmark hade fått tips av arkitekt Hjelm att etablera sig här.
Varje huslänga fick två mörka trapphus med raka trappor som kunde betjäna fem lägenheter vardera. Till varje trapphus hörde även en hiss. I våningsplanen fanns ett utbud av mindre lägenhetsstorlekar, från ett rum med kokvrå till två rum och kök. Kökssnickerierna var platsbyggda. Samtliga lägenheter fick tillgång till en egen balkong. På båda vindar fanns sammanlagt fyra piskbalkonger (de lades igen i början av 2000-talet). Länkbyggnaden mot Knektvägen uppfördes i en våning med källare. I västra delen låg områdets panncentral och i östra delen ett tvätteri och en bostad för fastighetsskötaren. En större renovering utfördes på 1990-talet, bland annat byttes balkongplattor och -fronter och fasaderna ommålades.

### Bilder

Kvarteret Fyrkantsfilen
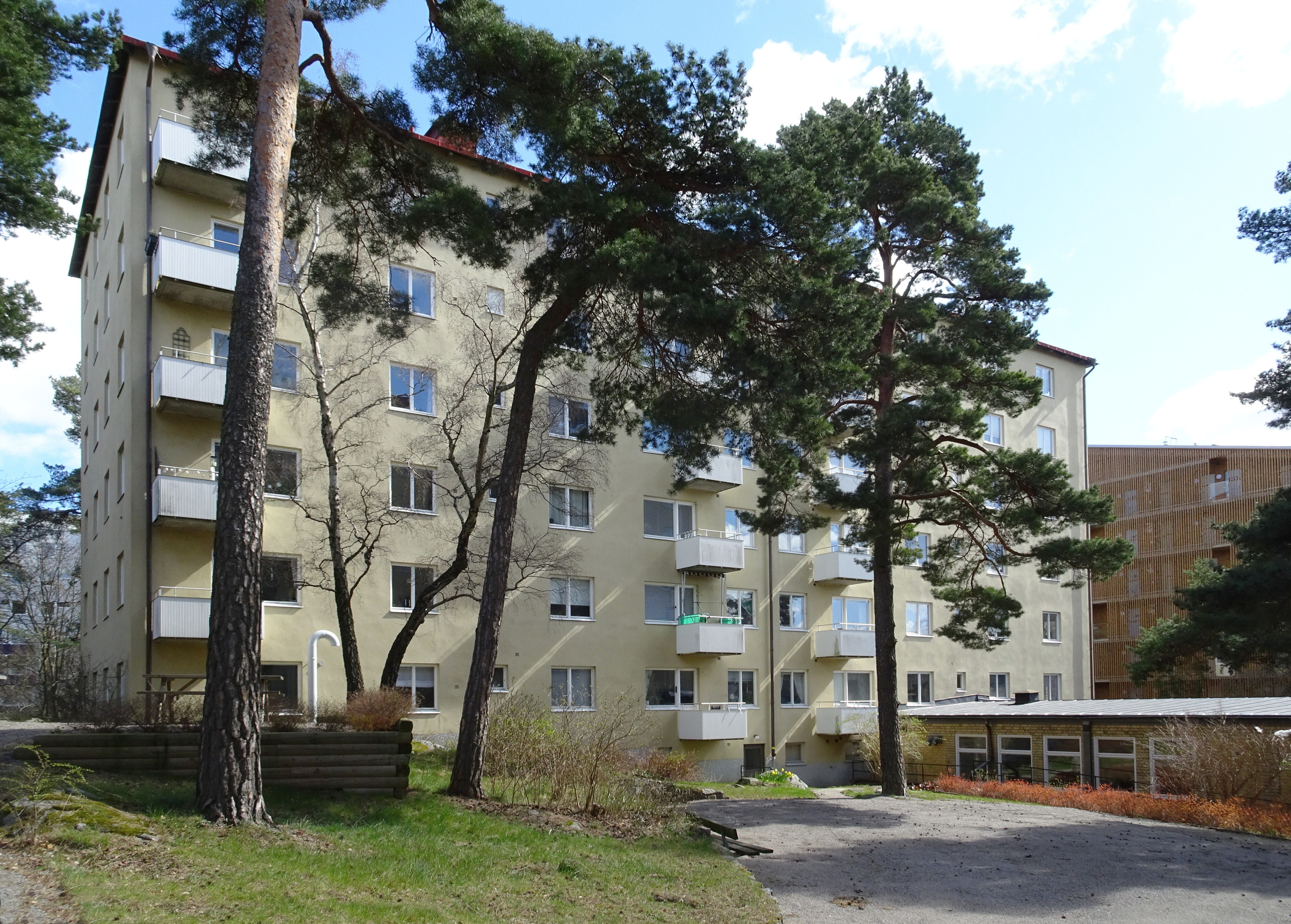
Gårdssidan med östra huset.
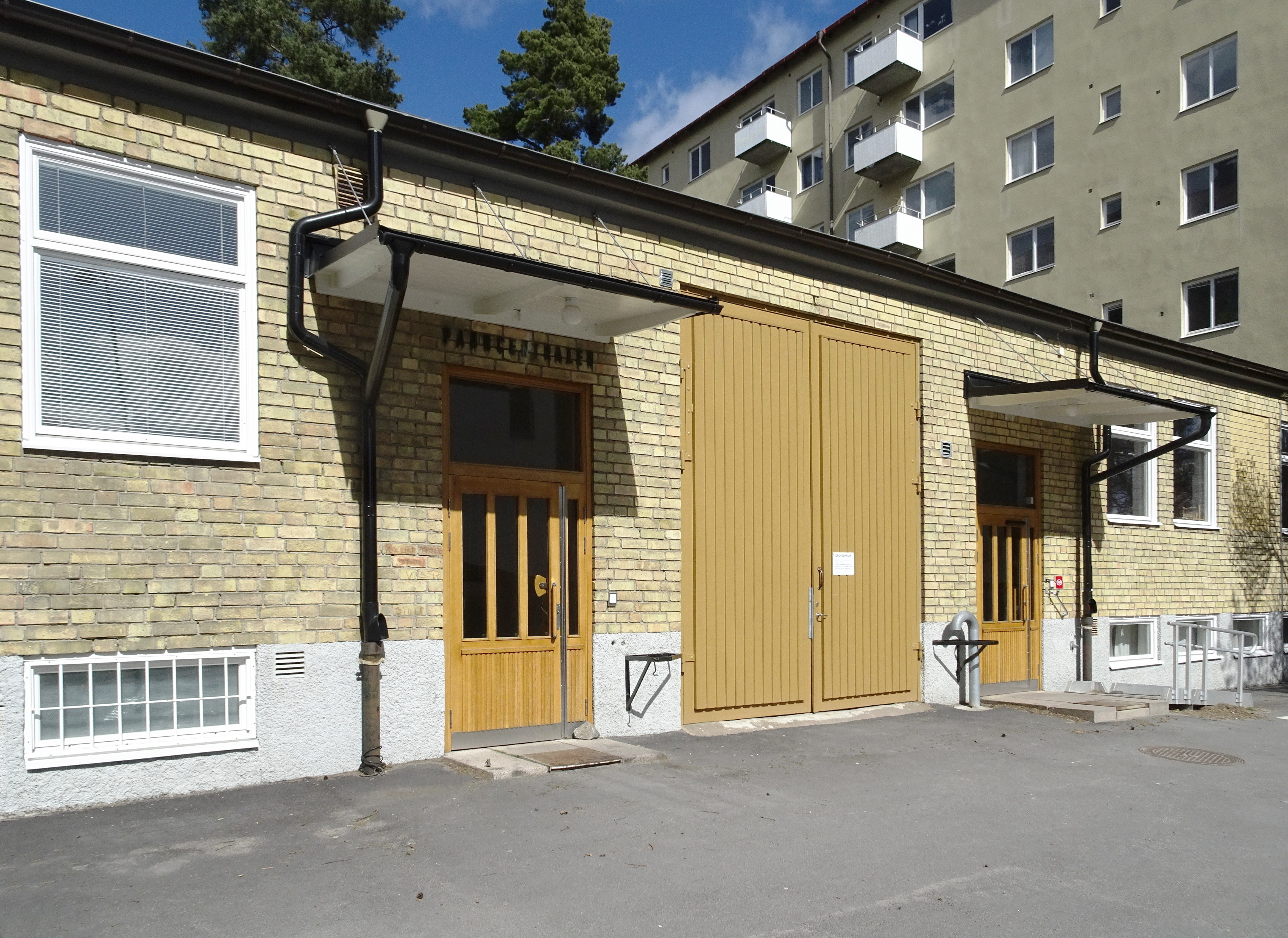
Före detta panncentralen.
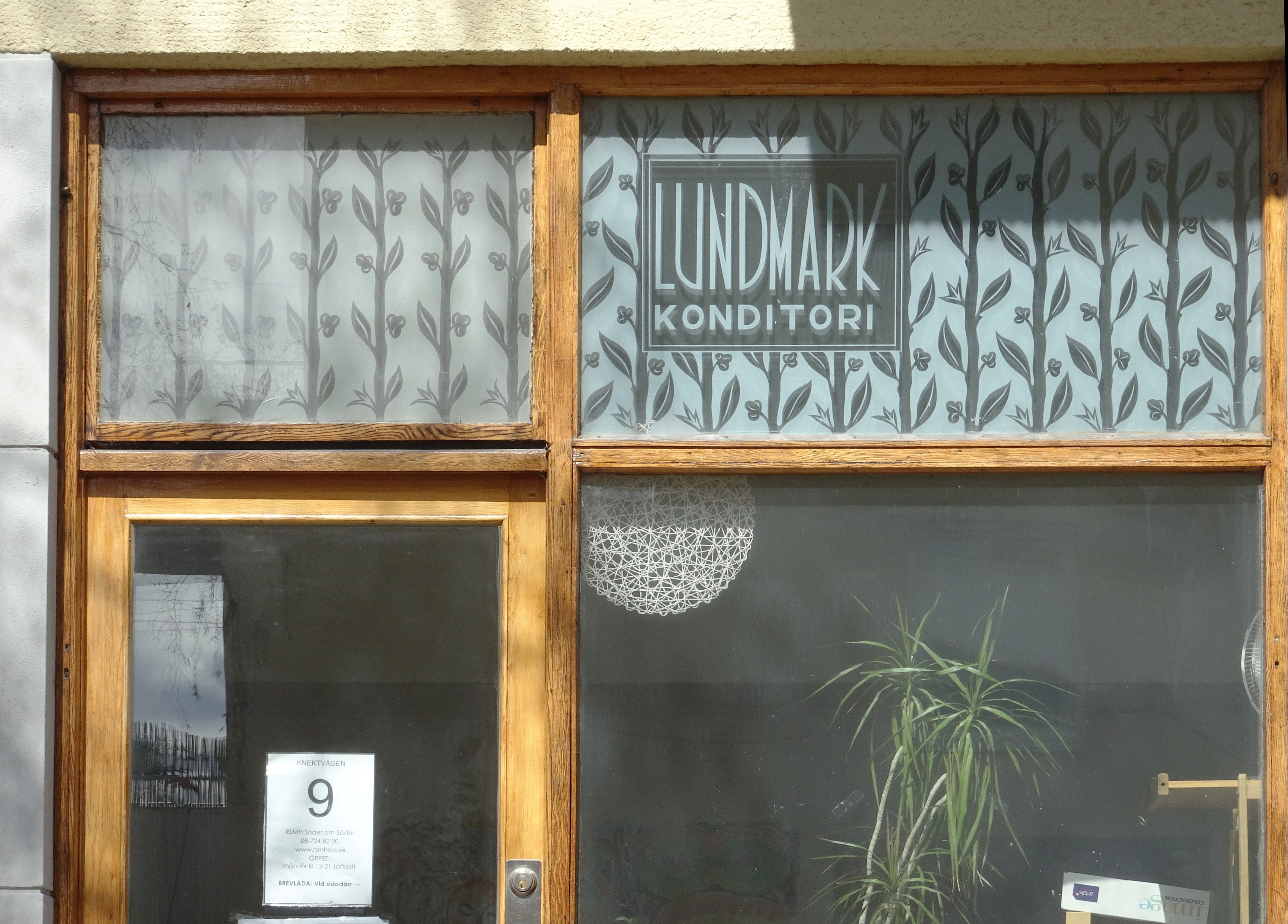
Före detta Lundmark Konditori.
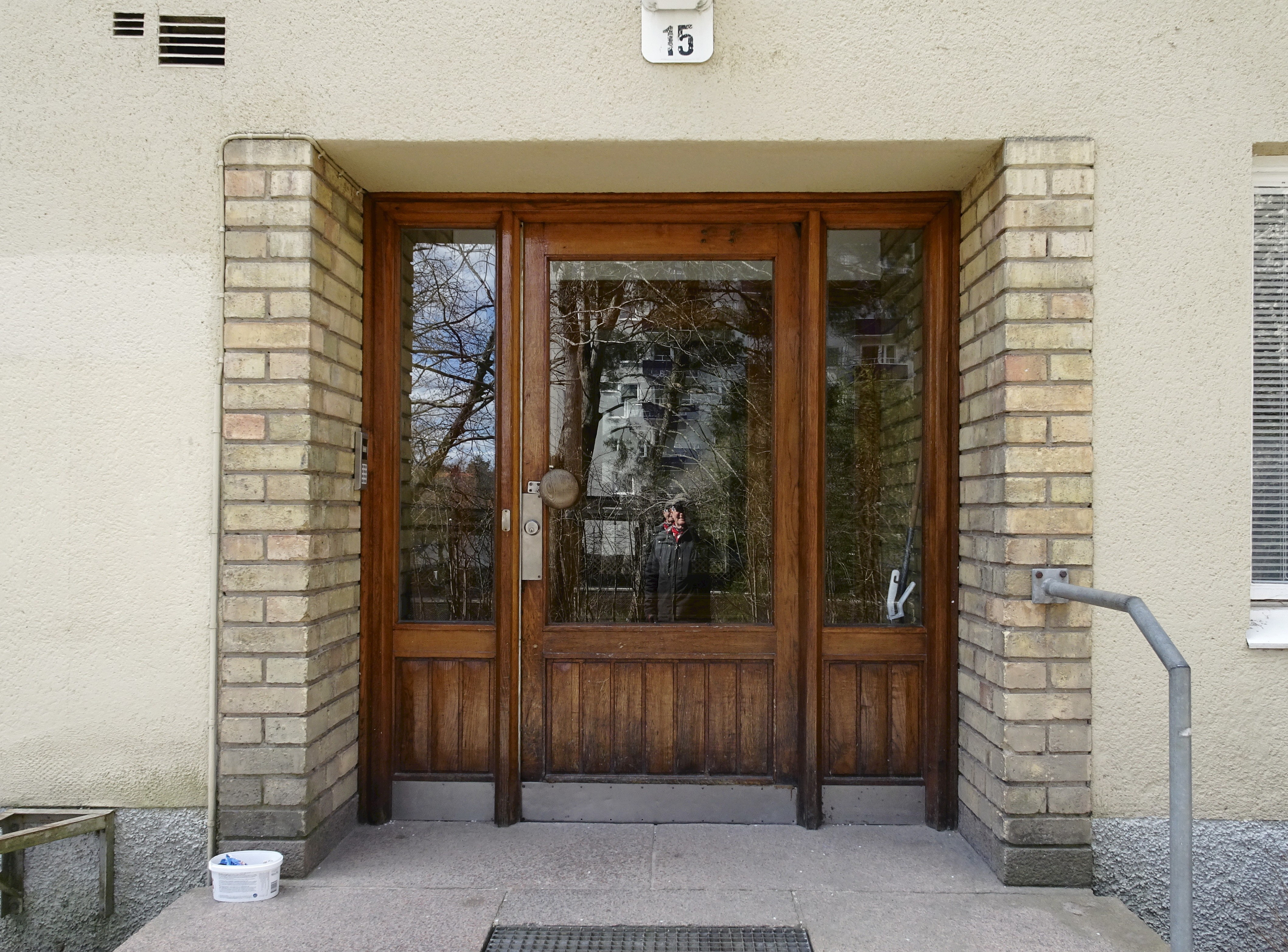
Entréport nr 15.
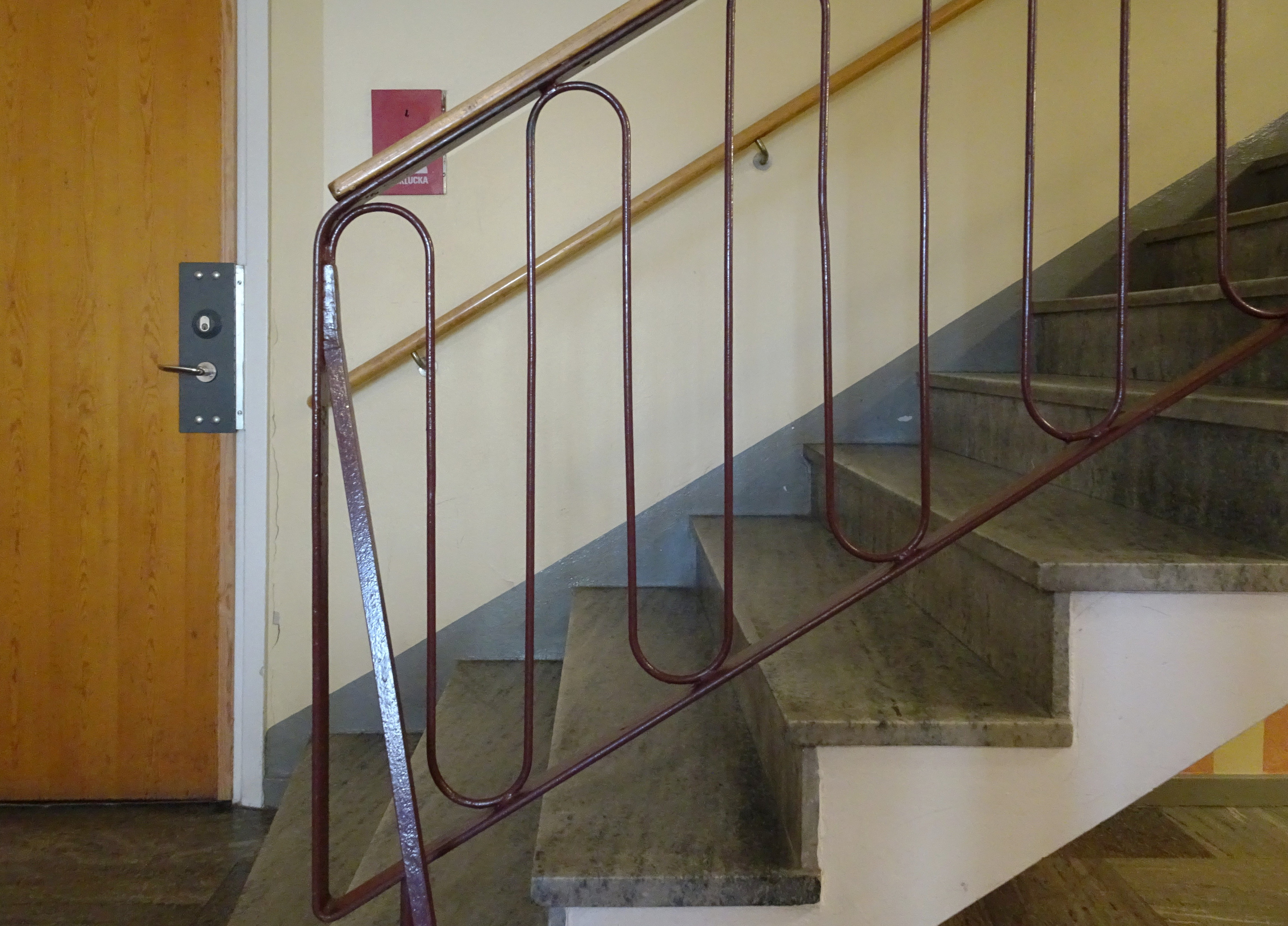
Trappräcket, detalj.

Brf Stockholmshus 11:s övriga kvarter (urval)
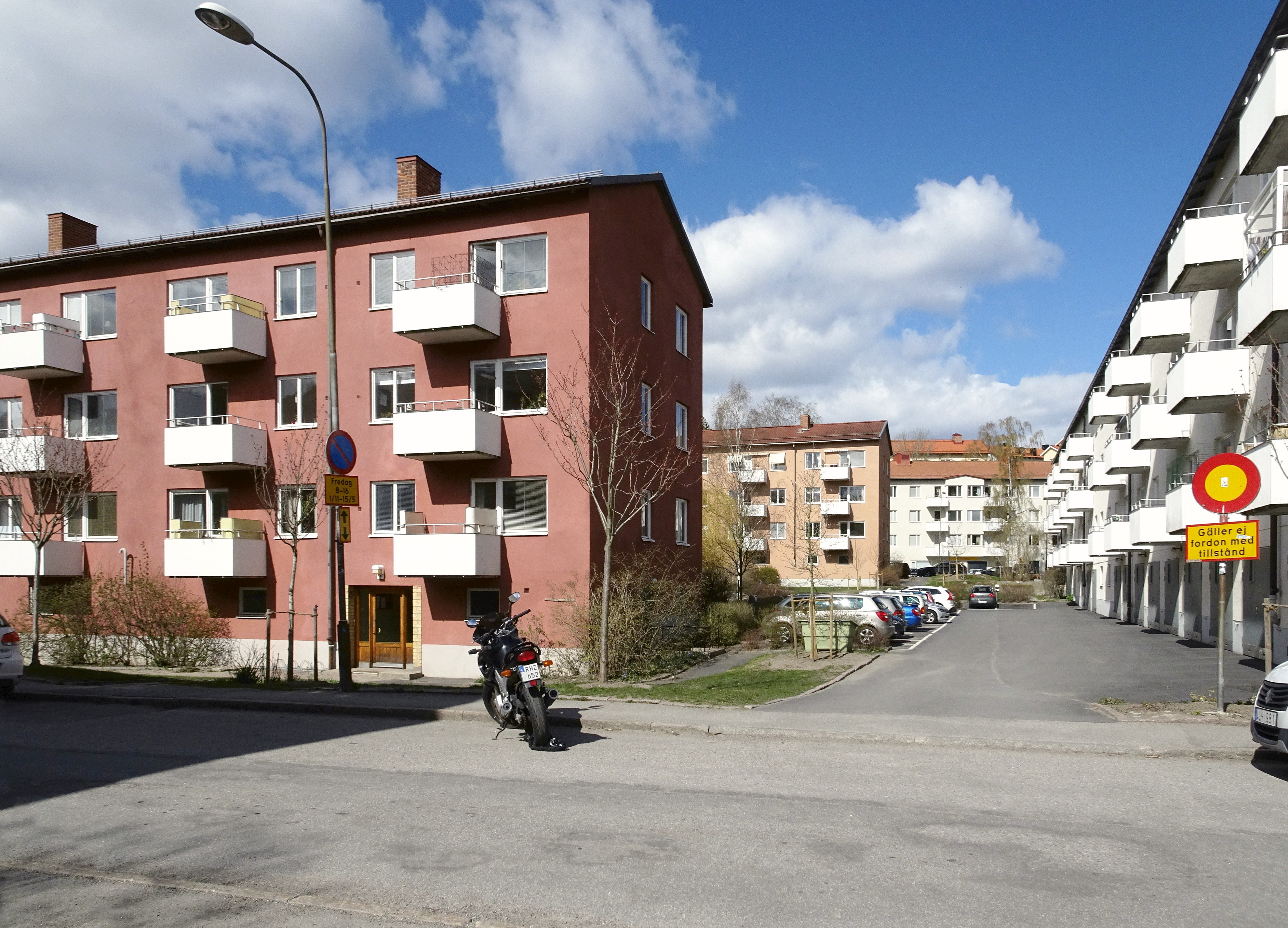
Kvarteret Spännknekten.
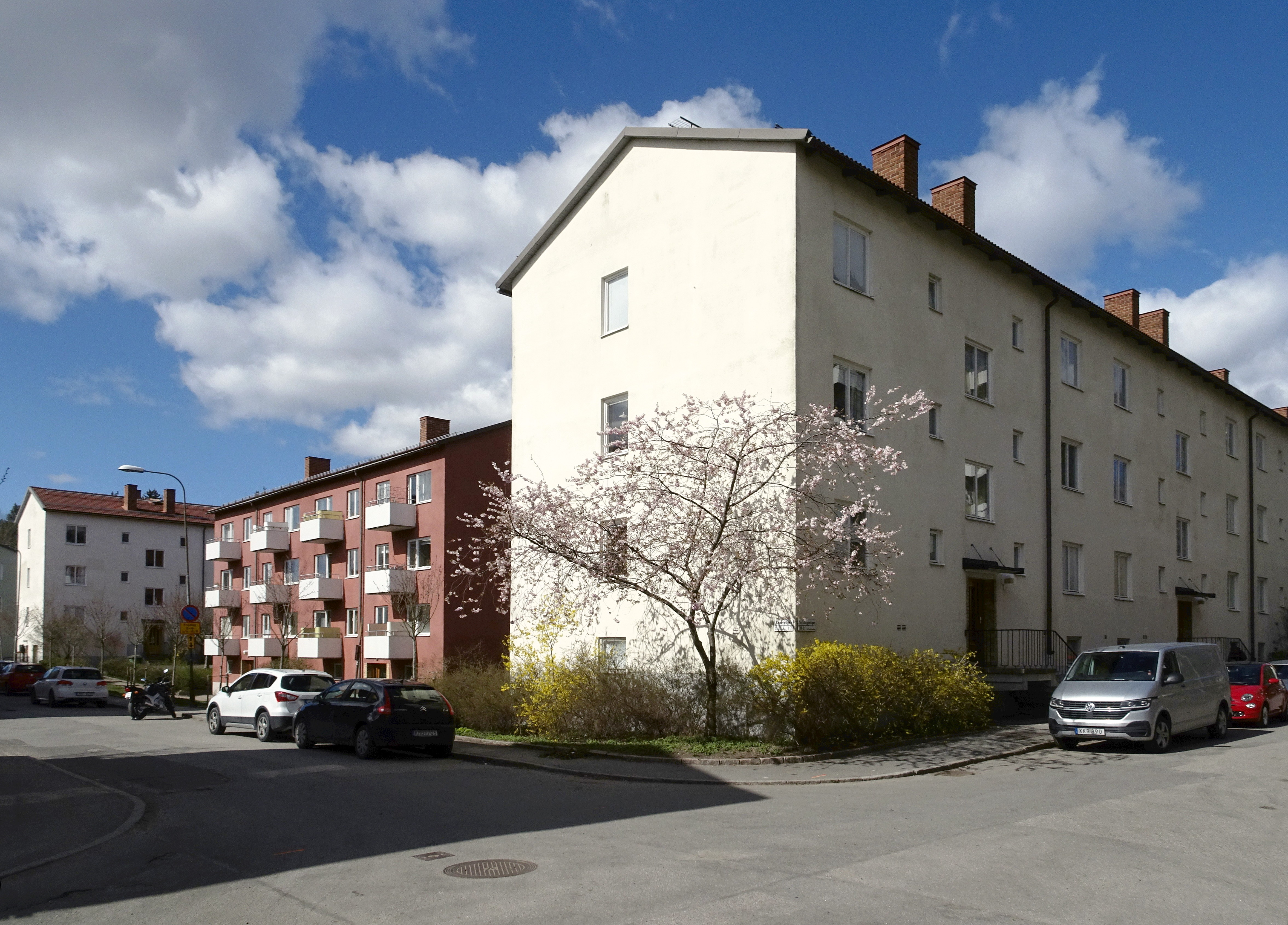
Kvarteret Spännknekten.
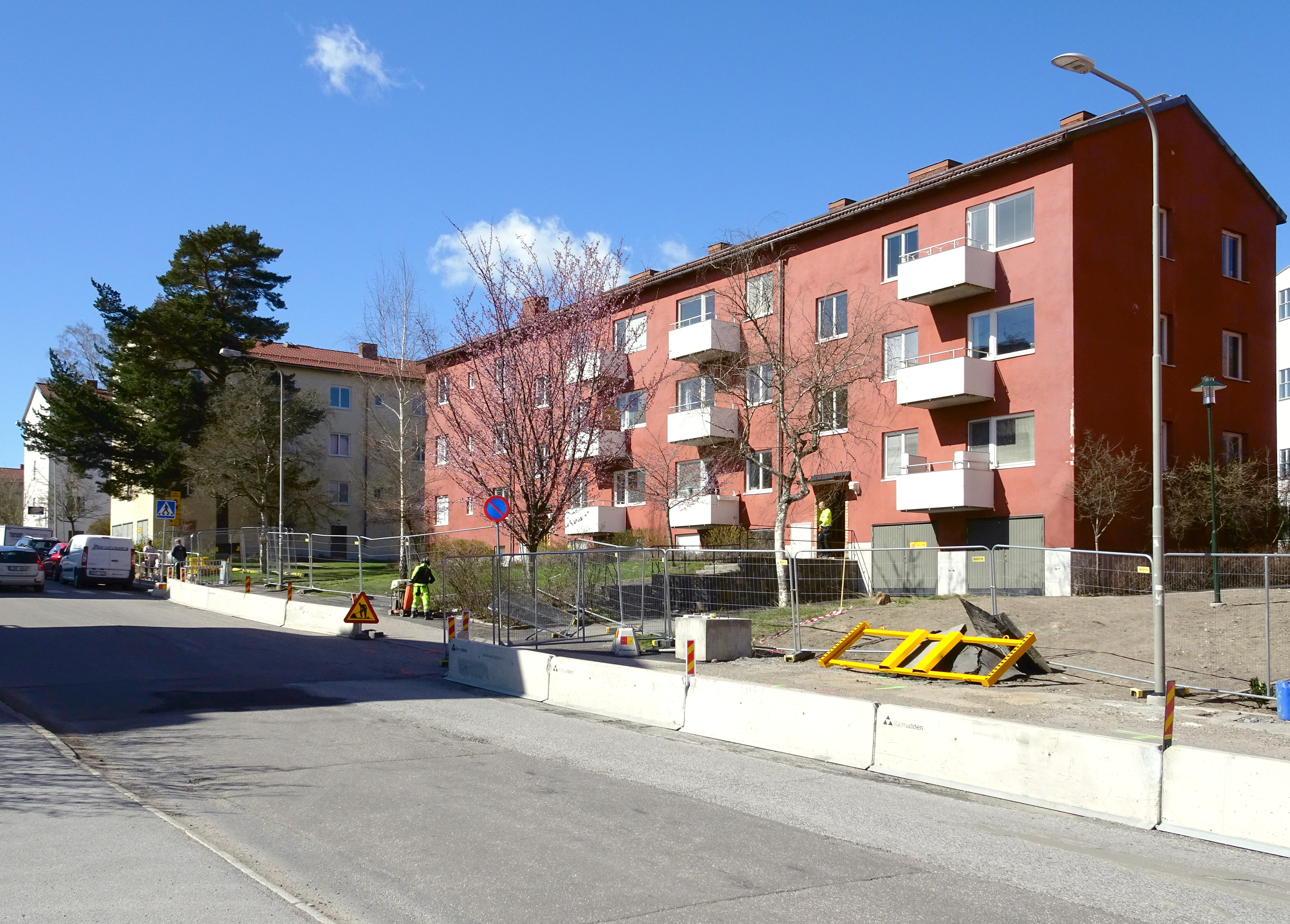
Kvarteret Sicklingen.
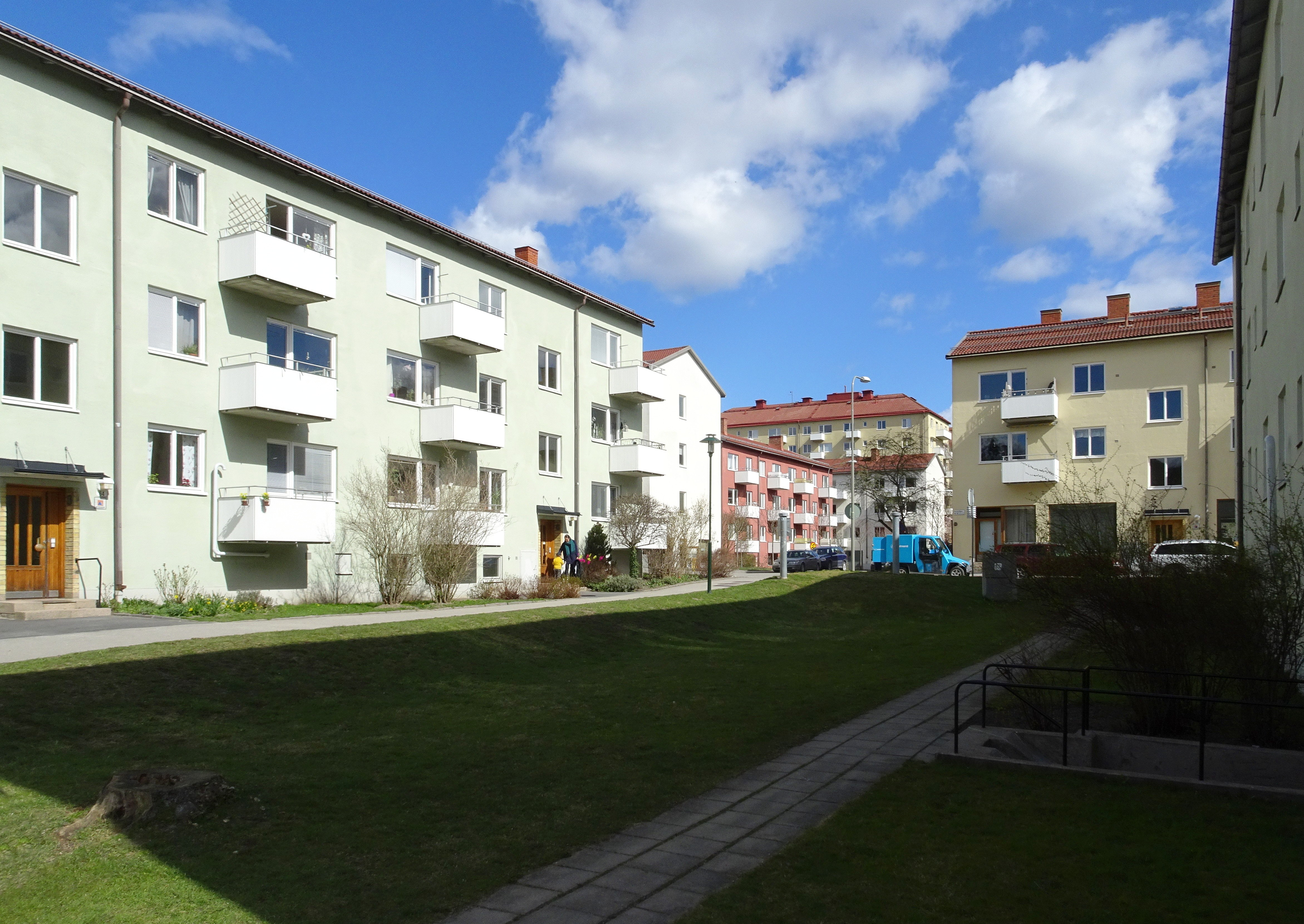
Kvarteret Simshyveln.
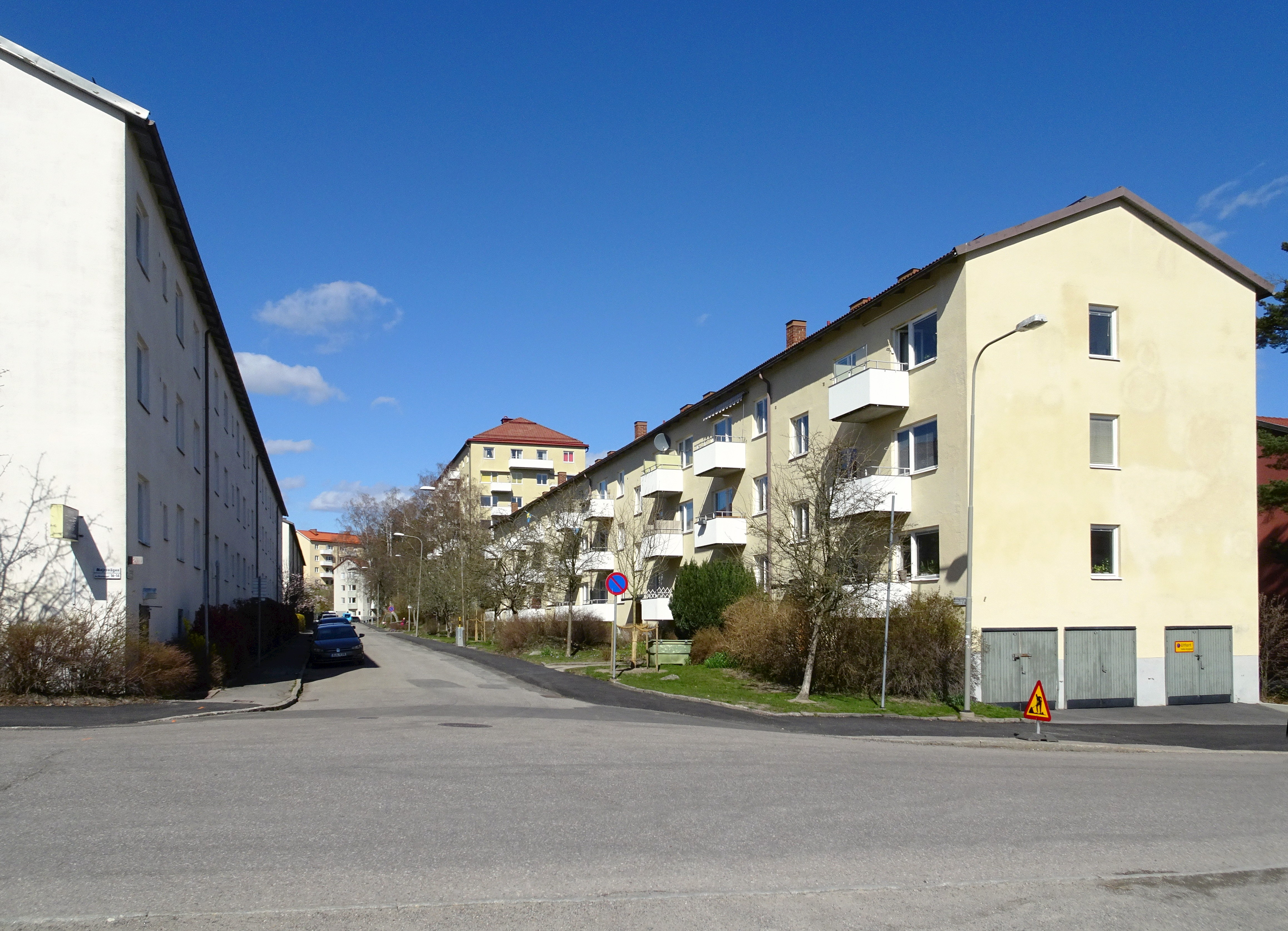
Kvarteret Skruvtvinget (t.v.) och Sicklingen (t.h.)